# Umbrías
Umbrías es un municipio y localidad española de la provincia de Ávila, en la comunidad autónoma de Castilla y León. Perteneciente a la comarca del Alto Tormes, el término municipal cuenta con una población de 100 habitantes (INE 2024).

## Geografía
Integrado en la comarca de El Barco de Ávila-Piedrahíta, forma parte también de la subcomarca de Alto Tormes. Se sitúa a 96 kilómetros de la capital provincial. El término municipal está atravesado por la carretera N-110 en los pK 342 y 344, además de por carreteras locales que comunican con Nava del Barco y Gil-García.  
El relieve del municipio está definido por la vega del río Aravalle, afluente del Tormes, que se conoce como Vega del Escobar. En el extremo suroriental se encuentran zonas más elevadas pertenecientes a la sierra de Gredos, alcanzando su punto máximo en el monte Cabeza Redonda (1538 metros). La altitud oscila entre los 1538 metros (Cabeza Redonda) y los 1030 a orillas del río Aravalle. El pueblo se alza a 1086 metros sobre el nivel del mar. 
| Noroeste: Solana de Ávila           | Norte: Solana de Ávila y La Carrera | Noreste: La Carrera     |
| Oeste: Solana de Ávila y Gil-García |                                     | Este: Navatejares       |
| Suroeste: Gil-García                | Sur: Gil-García                     | Sureste: Nava del Barco |

Está compuesto por los siguientes anejos:
- Canaleja
- Retuerta
- Venta de las Veguillas
- Casas de Maripedro
- Hustias
- Casas del Abad y
- por los ventorros de la Vega (en ruinas) y el Perdiguero (actualmente desaparecido).

Especialmente alguno de los anejos tiene una distribución de las viviendas para proteger el ganado y guarecerse del frío y la nieve. Las viviendas conforman una corona circular con dos interrupciones correspondiente a dos entradas fáciles de cerrar y proteger de los lobos, y en la parte posterior de cada vivienda estaban situadas las casas del ganado, donde se cuidaba de manera especial los corderos y las recién paridas o a punto de parir, por lo que se podía acceder a las mismas desde las viviendas para ordeñar o atender al ganado.

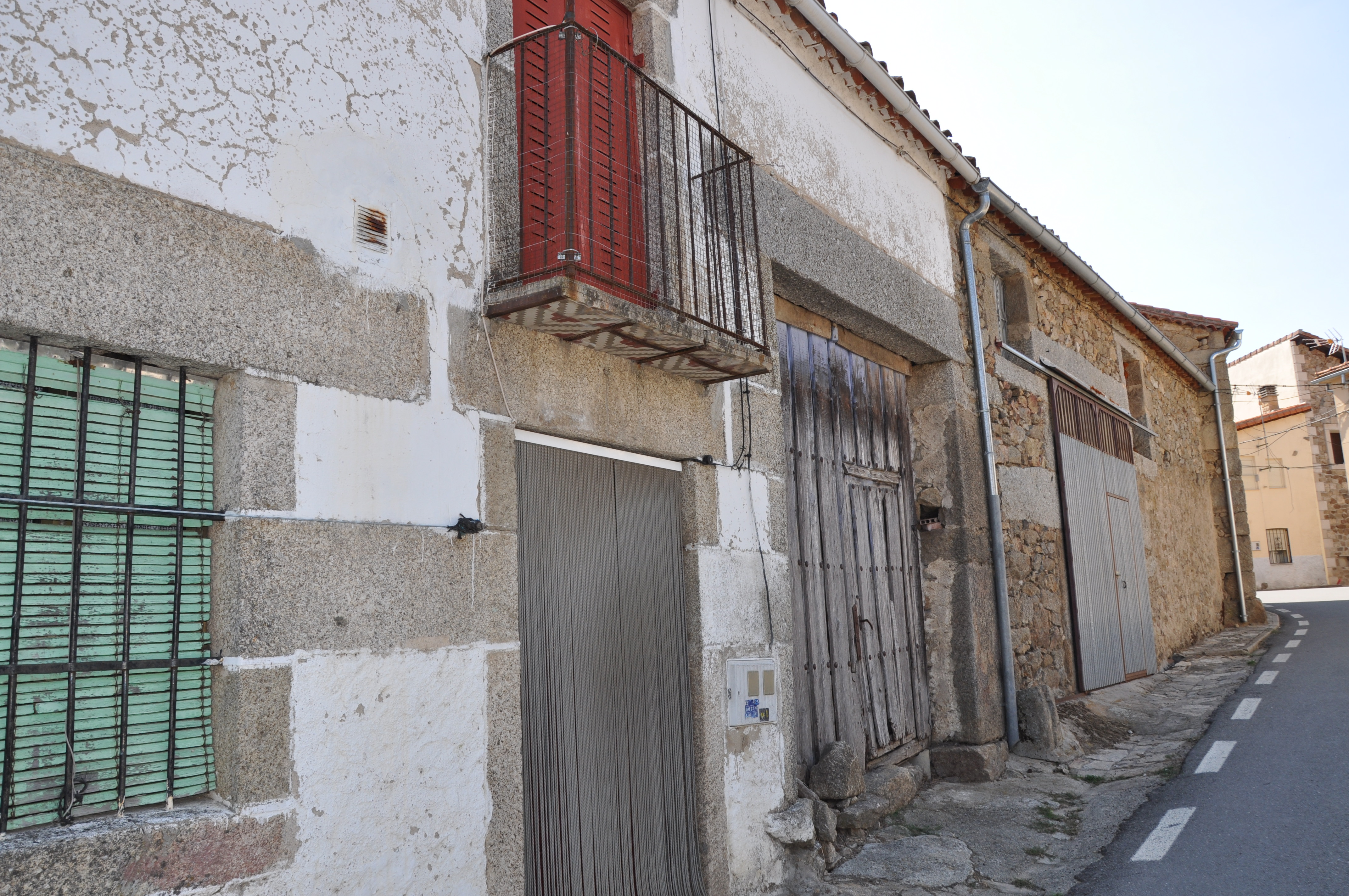
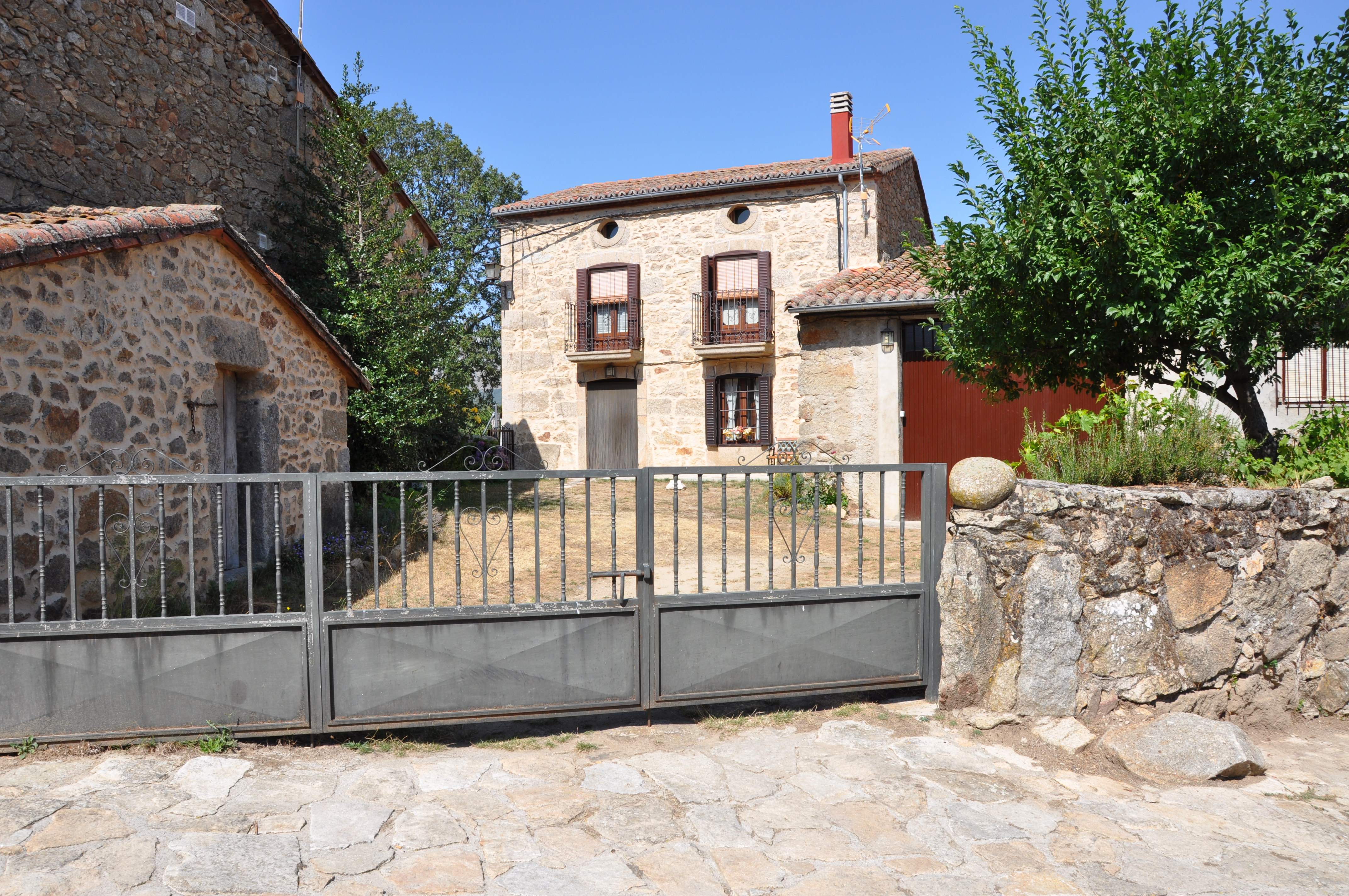
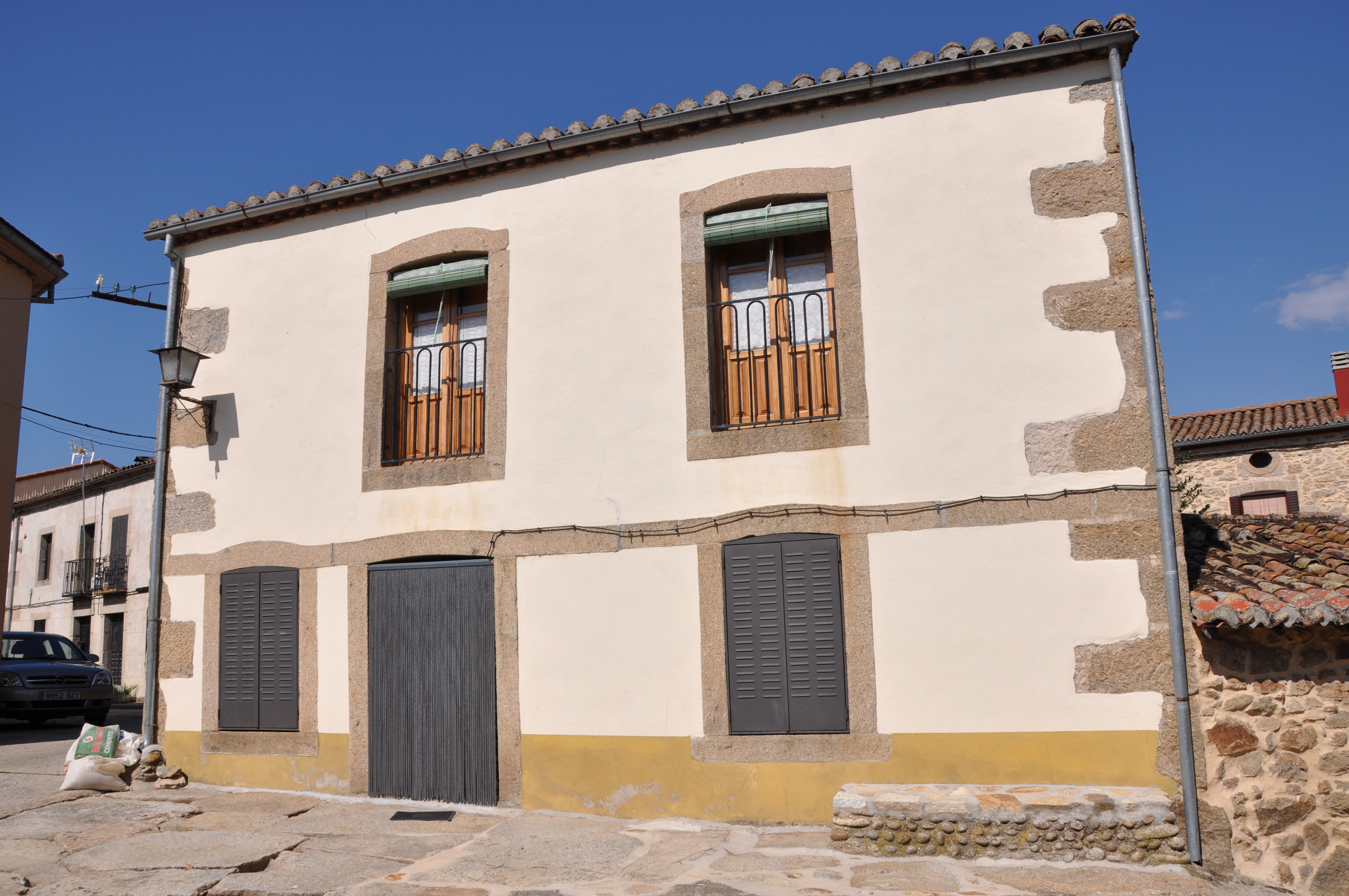
Casa tradicional
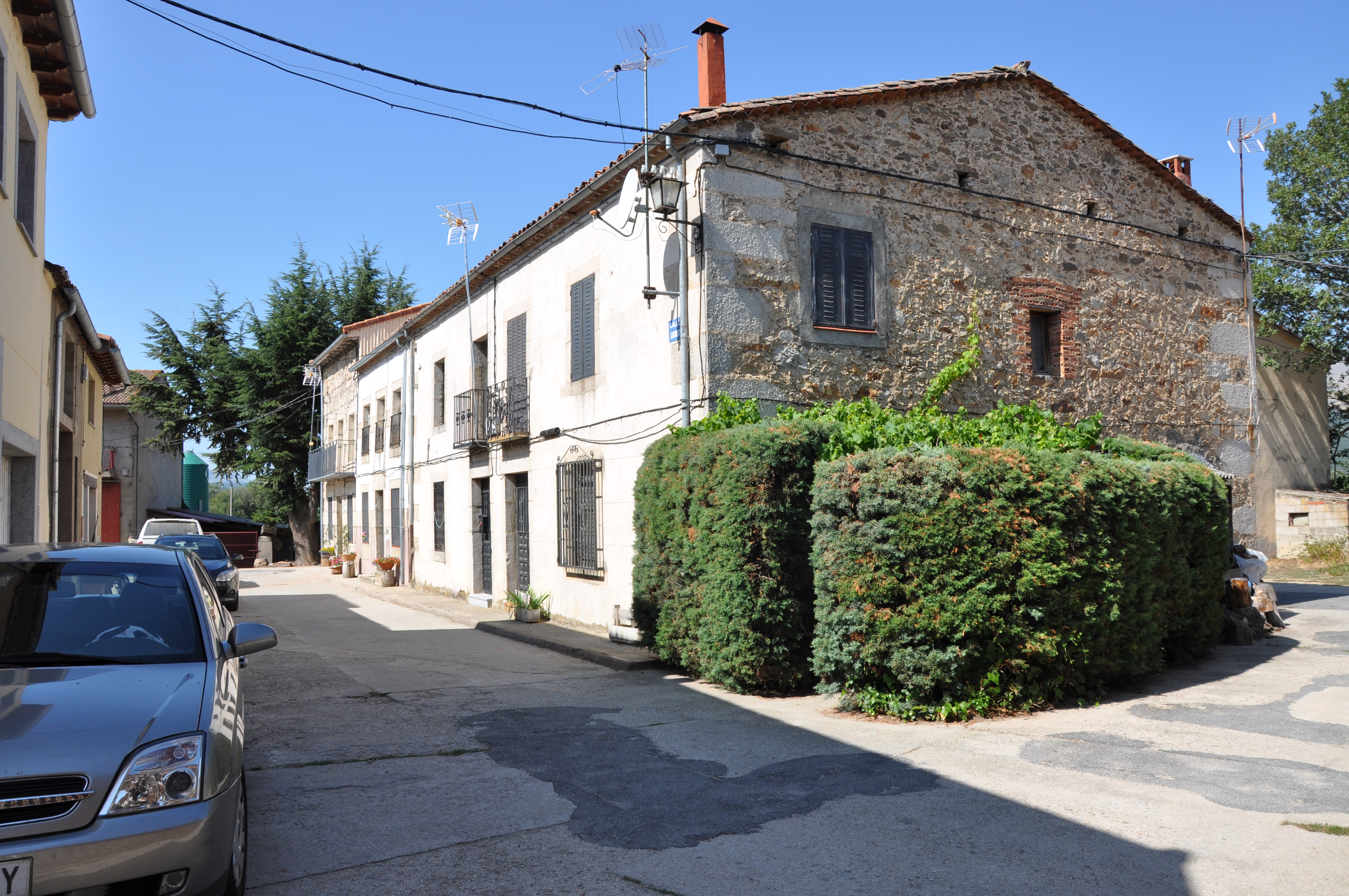
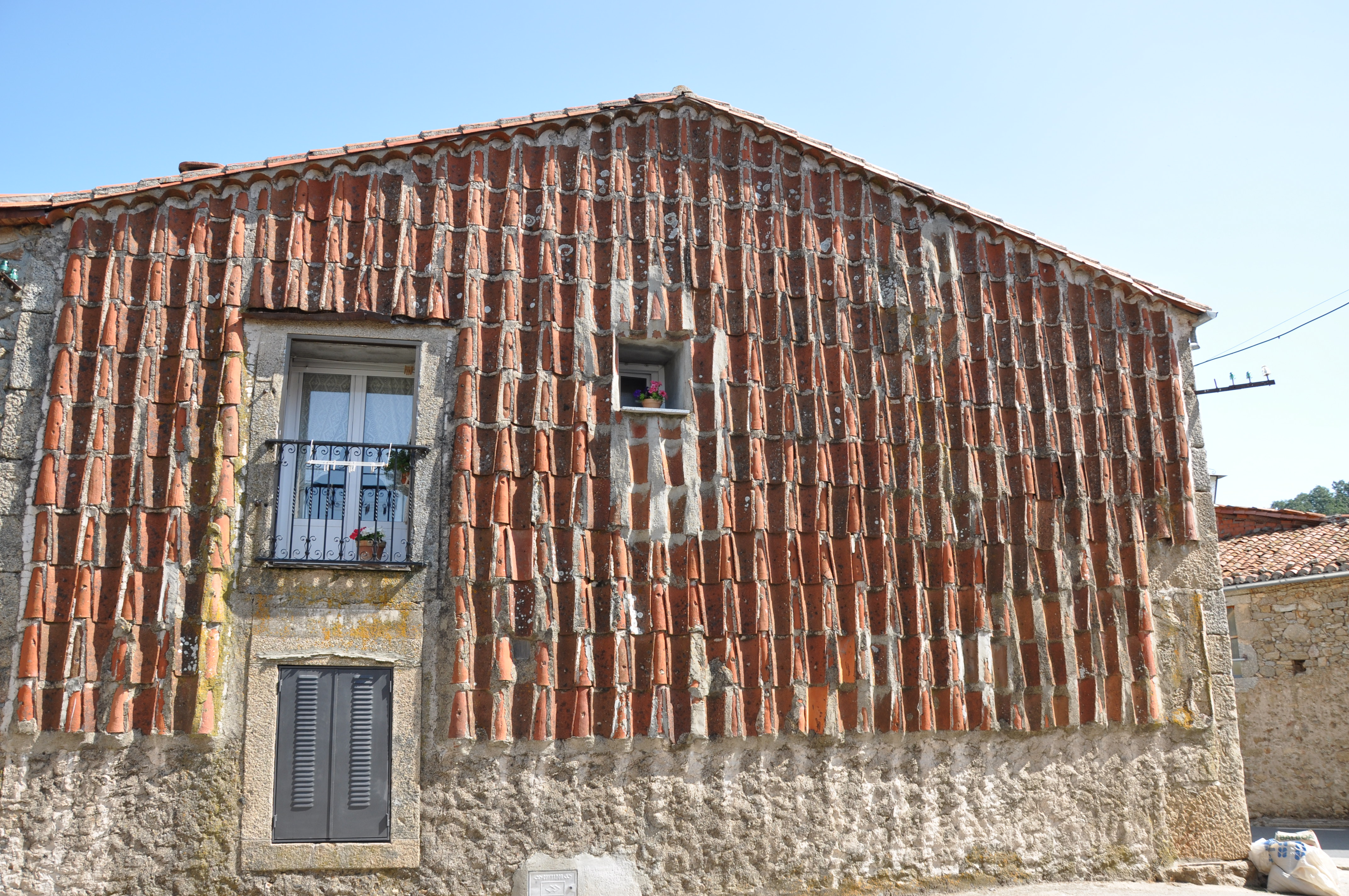
Tradicional forma de proteger la pared oeste con tejas para evitar la humedad
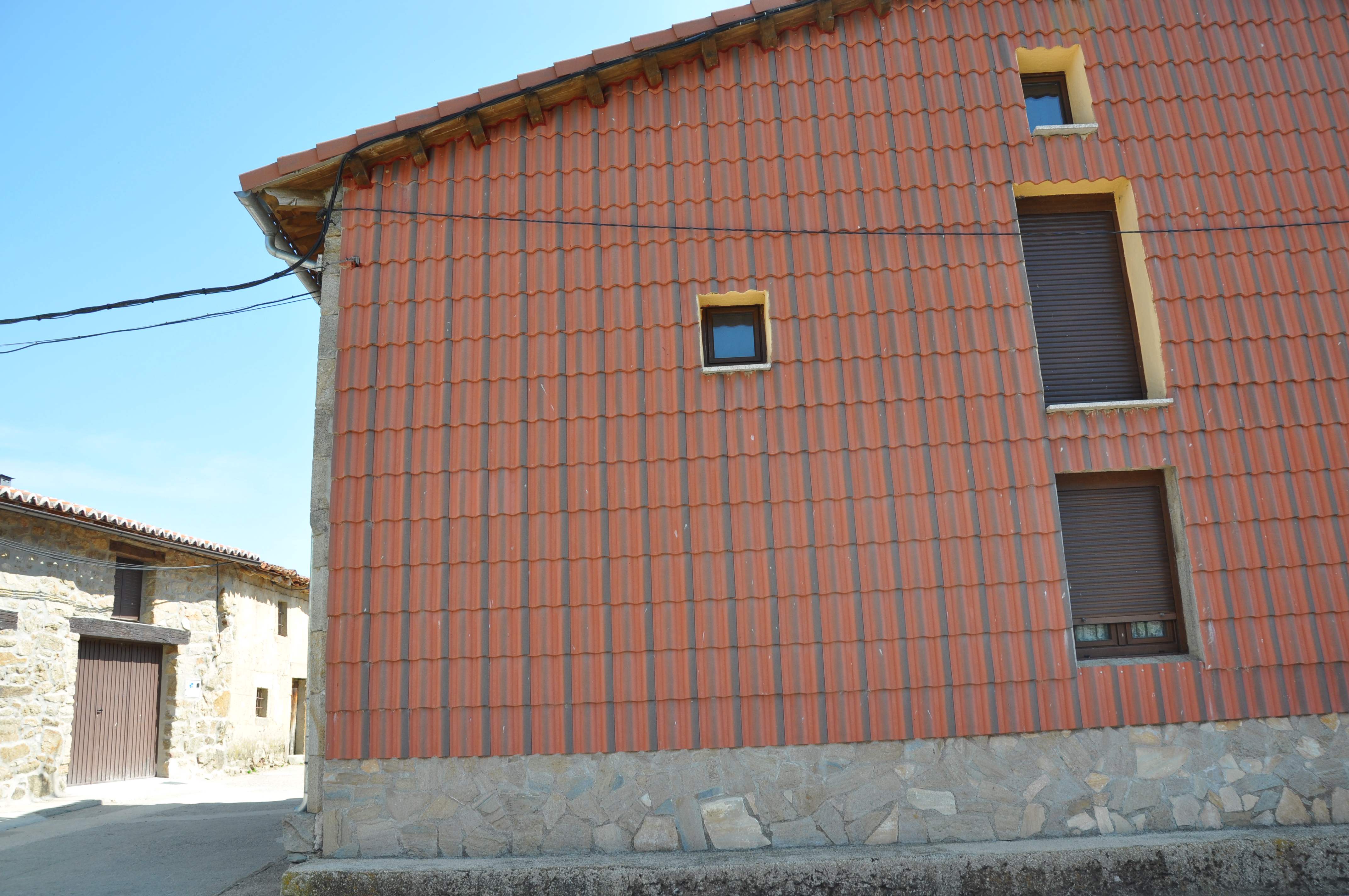
Protección con teja la pared orientada el oeste
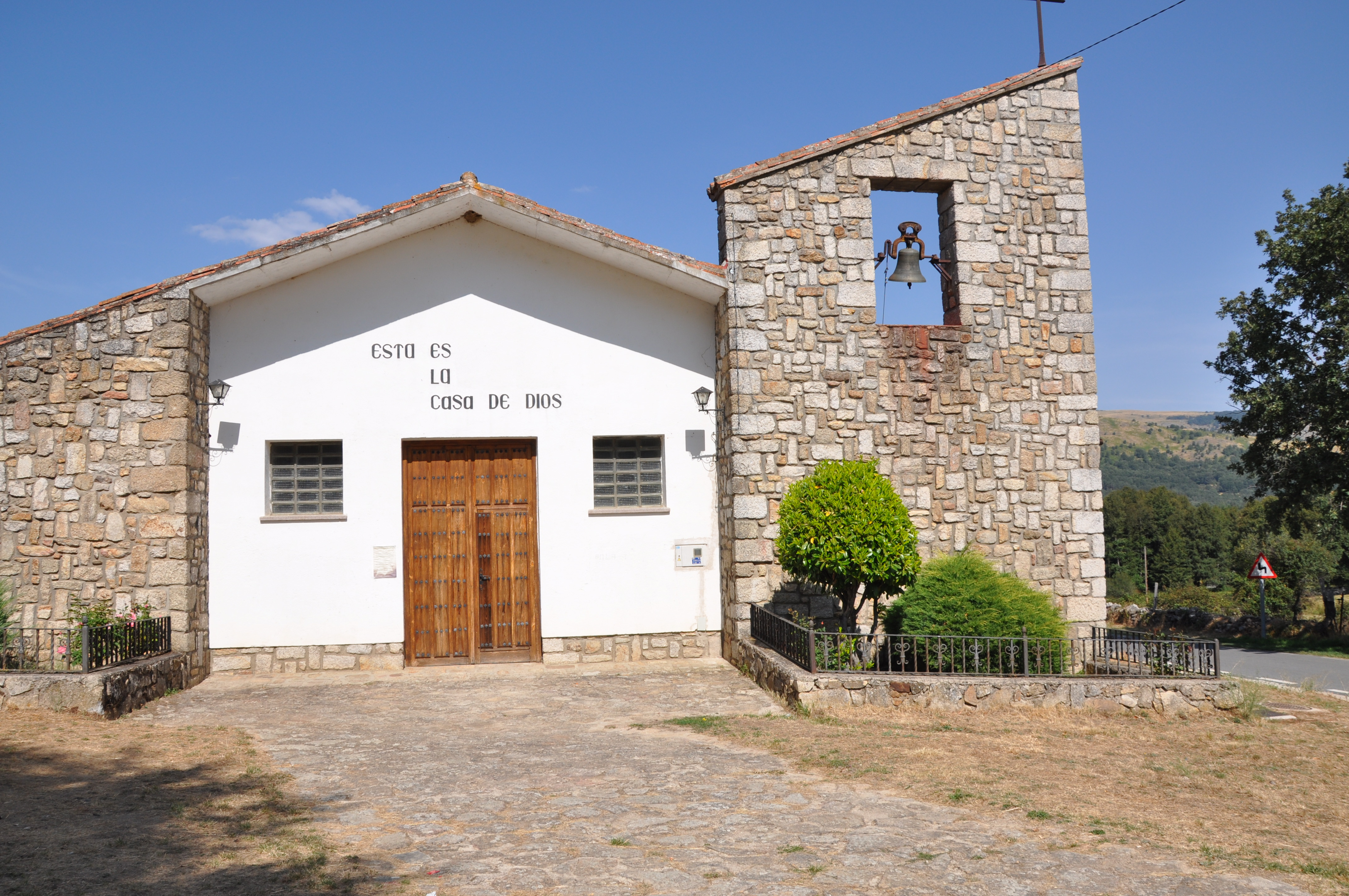
iglesia parroquial de Umbrías
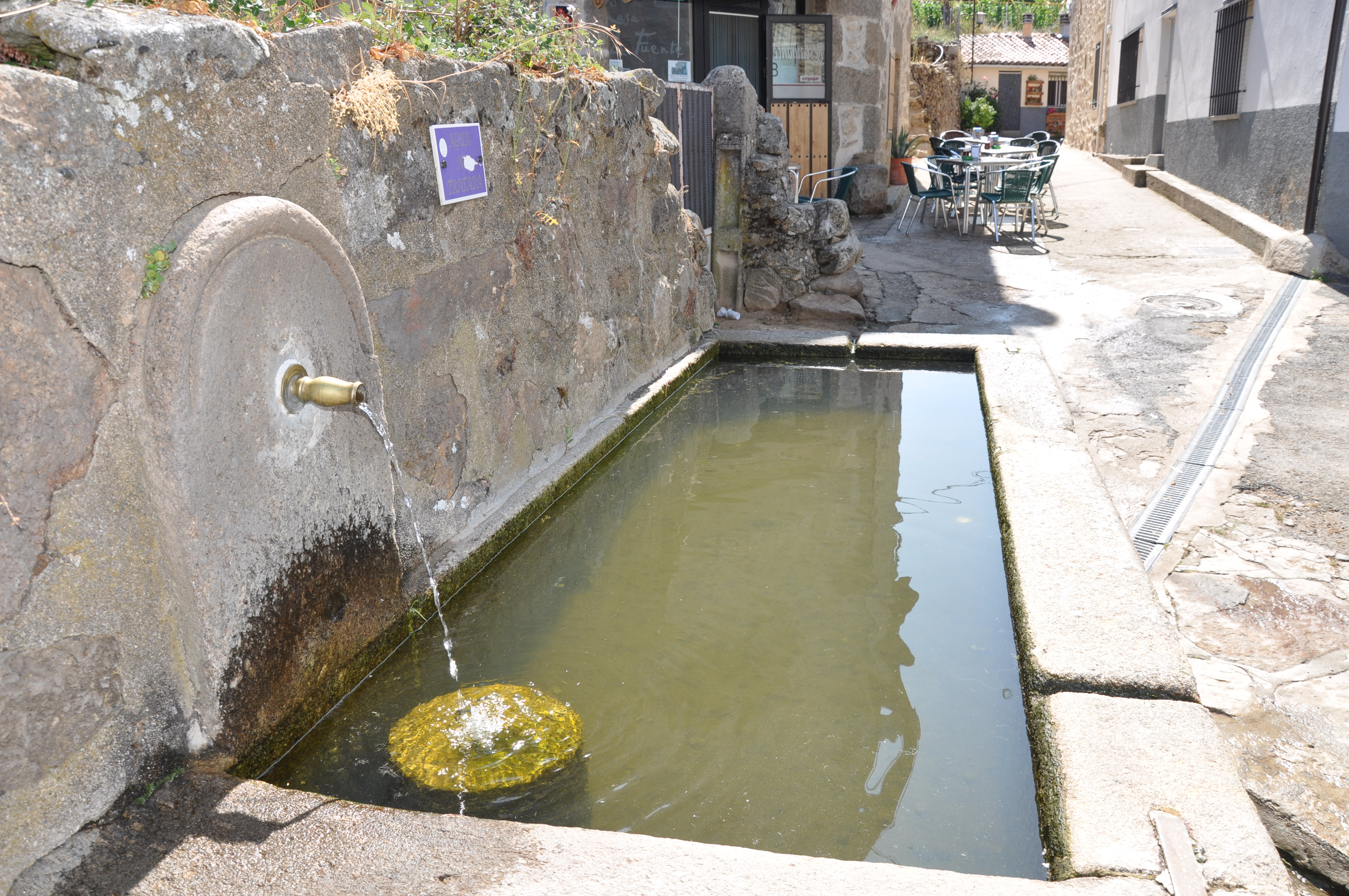
Fuente y abrevadero en Umbrías

## Demografía
Umbrías cuenta con una población de 100 habitantes (INE 2024).
| Gráfica de evolución demográfica de Umbrías entre 1842 y 2021                                                         |
| |
| Población de derecho según los censos de población del INE. Población de hecho según los censos de población del INE. |

## Cultura

### Gastronomía
- Patatas revolconas o "machás" que antiguamente se hacían con patatas, pimentón de la Vera, ajo y el sebo de los corderos, y se transportaban en una cuerna. Actualmente se sustituye el sebo por la grasa de freír los torreznos que después acompañarán al plato, y hoy día las comemos en casa. En días señalados se acompañaban con chicharrones (restos de derretir las mantecas) y otros días con hígado frito echado por encima. Hoy se acompaña además de con los torreznos con cebolla cruda o pimientos fritos.
- Judías - Judías del Barco
- Pamplina es rica ensalada (que compartíamos entre vecinos al salir de la escuela allá en el mes de marzo o abril).
- Morcilla de sebo. Con sangre de cordero y sebo (ya no se encuentran, acompañaban al cocido y se comían en caliente).
- Las migas
- Perrunillas. Dulce con huevos, manteca, harina y azúcar.
- "Güesillos"
- Mantecados. Con manteca y vino (cuartillo de vino, cuartillo de manteca y harina, según veas).
- Manzanas a la manteca. Echar unas manzanas con tres o cuatro cortes al caldero donde se derretían las mantecas.
- Coscurro a la manteca, que junto al guiso anterior tampoco es fácil encontrar.
- Peras o manzanas al Horno. Un puchero de barro, lleno de manzanas o peras y con un poco de agua, se metía en el horno una vez sacado el pan y se dejaba hasta la madrugada siguiente a la hora del desayuno. Una exquisitez.
- Sopas canas

### Tradiciones agrícolas y ganaderas
- Sociedad del Toro. Un grupo de vecinos formaban un asociación para tener un buen semental para las vacas de la asociados. Cada año, uno de los socios se encargaba de atender al toro que se compraba en la feria de octubre después de recorrer el teso y encontrar el adecuado. Se vendía al año siguiente en la misma feria, una vez que había cubierto las vacas del último año.
- Sociedad de las Vacas. Un grupo de vecinos conformaba una mutua para compartir los gastos de la muerte, por enfermedad o accidente, de una de las vacas. Cuando uno de los socios compraba una vaca debía presentarla al resto de la sociedad para valorarla.
- Sociedad del Horno. Un grupo de vecinos construía y compartía un horno para cocer el pan. La levadura se pedía a la última vecina que había masado.
- Sociedades de las Pozas. En la ladera que conforma el término municipal existen algunos manantiales. El agua de algunos de estos o de un pequeño grupo se retiene mediante unos diques de diferentes tamaños(20 m³ a 40 m³)y diferentes formas. Esta agua retenida la utiliza uno de los socios para regar su huerta. Para ello destapa la retención y conduce al agua a través de acequias hasta su finca. Cuando se vacía, el socio siguiente tapa adecuadamente la retención para que se llene de nuevo. Se destapa por las mañanas a la salida del sol y por las tardes con el tiempo suficiente para que se vacíe y poder tapar a la puesta del sol. Este sistema de llenado y destapado conforma un ciclo de 7 días, al final del cual le vuelve a corresponder al primero de la lista. El orden se establece en un sorteo realizado el día que anualmente se rehacen los diques debido al deterioro sufrido durante el invierno. Estos manantiales pertenecen desde San Juan (24 de mayo) a San Miguel ( 28 de septiembre) a estas sociedades para uso agrícola y, durante el invierno y la primavera, a los dueños de las praderas donde "mana" la fuente para uso ganadero.

- Sociedades de las Presas.
- Pagar el Piso.
- Correr la espalda.
- El concejo.

### Leyendas
El anejo de Venta de las Veguillas está situado en el camino real. Como es conocido, por el mismo pasó Carlos I de España y V de Alemania camino del monasterio de Yuste tras su abdicación en su hijo Felipe II, debido a (dicen) la enfermedad de la gota. La comitiva que acompañaba al rey y él mismo pararon para descansar, por lo que, para combatir el posible tedio del monarca, un vecino de la aldea los entretuvo mediante el difícil arte de encestar (quizá encantarar?) alubias en un cántaro, lo que hizo, al parecer, con éxito, puesto que la leyenda cuenta que el mismo rey ordenó premiar al lanzador con un cántaro de alubias o su valor. La leyenda no cuenta a costa de qué erario. 

### Fiestas
- 11 de noviembre, en honor a san Martín.
- 24 de agosto, fiesta de agosto